# العلاقات الصومالية الليسوتوية
العلاقات الصومالية الليسوتوية هي العلاقات الثنائية التي تجمع بين الصومال وليسوتو.

## مقارنة بين البلدين
هذه مقارنة عامة ومرجعية للدولتين:
| وجه المقارنة                                              | الصومال                        | ليسوتو                      |
| --------------------------------------------------------- | ------------------------------ | --------------------------- |
| المساحة (كم2)                                             | 637.66 ألف                     | 32.96 ألف                   |
| عدد السكان (نسمة)                                         | 14.74 مليون                    | 2.23 مليون                  |
| الكثافة السكانية (ن./كم²)                                 | 23.12                          | 67.66                       |
| العاصمة                                                   | مقديشو                         | ماسيرو                      |
| اللغة الرسمية                                             | اللغة الصومالية، اللغة العربية | لغة إنجليزية، اللغة السوتية |
| العملة                                                    | شلن صومالي                     | لوتي ليسوتو                 |
| الناتج المحلي الإجمالي (بليون دولار)                      | 7.37 مليار                     | 2.64 مليار                  |
| الناتج المحلي الإجمالي (تعادل القوة الشرائية) بليون دولار |                                | 6.30 مليار                  |
| الناتج المحلي الإجمالي الاسمي للفرد دولار أمريكي          | 549                            | 1.07 ألف                    |
| الناتج المحلي الإجمالي للفرد دولار أمريكي                 |                                | 2.64 ألف                    |
| مؤشر التنمية البشرية                                      |                                | 0.497                       |
| رمز المكالمات الدولي                                      | +252                           | +266                        |
| رمز الإنترنت                                              | .so                            | .ls                         |
| المنطقة الزمنية                                           | ت ع م+03:00                    | ت ع م+02:00                 |

## منظمات دولية مشتركة
يشترك البلدان في عضوية مجموعة من المنظمات الدولية، منها:
| علم المنظمة | اسم المنظمة                                 | تاريخ انضمام الصومال | تاريخ انضمام ليسوتو |
| ----------- | ------------------------------------------- | -------------------- | ------------------- |
|             | مؤسسة التنمية الدولية                       | 31 أغسطس 1962        | 19 سبتمبر 1968      |
|             | يونسكو                                      | 15 نوفمبر 1960       | 29 سبتمبر 1967      |
|             | الأمم المتحدة                               | 20 سبتمبر 1960       | 17 أكتوبر 1966      |
|             | مجموعة دول أفريقيا والكاريبي والمحيط الهادئ | ?                    | ?                   |
|             | الاتحاد البريدي العالمي                     | ?                    | ?                   |
|             | البنك الدولي للإنشاء والتعمير               | 31 أغسطس 1962        | 25 يوليو 1968       |
|             | الاتحاد الدولي للاتصالات                    | 28 سبتمبر 1962       | 26 مايو 1967        |
|             | منظمة حظر الأسلحة الكيميائية                | ?                    | ?                   |
|             | مؤسسة التمويل الدولية                       | 31 أغسطس 1962        | 29 سبتمبر 1972      |
|             | المركز الدولي لتسوية المنازعات الاستشارية   | 30 مارس 1968         | 7 أغسطس 1969        |
|             | منظمة الشرطة الجنائية الدولية               | ?                    | ?                   |
|             | الاتحاد الأفريقي                            | ?                    | ?                   |
|             | البنك الإفريقي للتنمية                      | ?                    | ?                   |

## وصلات خارجية
- موقع وزارة الخارجية الصومالية
- موقع وزارة الخارجية الليسوتوية